# Dubhaltach Mac Fhirbhisigh
Dubhaltach Mac Fhirbhisigh [ˈd̪ˠʊwəl̪ˠt̪ˠəx mak ˈɪɾʲəvʲɪʃiː], auch Dubhaltach Óg Mac Fhirbhisigh, Dubach der Jüngere oder Duald Mac Firbis, Dualdus Firbissius (* um 1600; † 1671) aus Tireragh (Tir Fhiachrach) im Westen der Grafschaft Sligo war ein irischer Historiker des 17. Jahrhunderts.

## Biographie

### Familie
Dubhaltach gehörte der Historiker-Familie Mac Fhirbhisigh an, die aus Mayo stammte. Die Familie führte sich auf Fear Bisigh, Sohn des Domhnall Óg zurück, der nach den Annalen des Tighearnán im 12. Jahrhundert Ollamh der Uí Fhiachrach und ein Diakon in Cong war. Die Familie waren die Barden (Ollamh) der Uí Amhalghaidh in Rosserk (Ros Eirc) in Tirawley (Tír Amhalghaidh).

### Leben
Dubhaltach Mac Fhirbhisigh wurde um 1600 in Lackan (Leacán) in der Baronie Tireragh (Tír Fhiachrach) in der Grafschaft Sligo geboren, unweit von Inishcrone. Dubhaltach besuchte eine Schule in Ballymacegan (County Tipperary) in der Nähe von Portumna, die von der Familie Mac Aodhagáin betrieben wurde. Aus seinen Kenntnissen des Griechischen und des Lateins schließt Ó Muraíle, dass er danach eine städtische Schule, vermutlich in Sligo besuchte, vielleicht die von James Lynch. Er könnte somit ein Schulkamerad von Patrick Darcy (1599–1668) gewesen sein.
Es ist belegt, dass Dubhaltach zwischen 1643 und 1645  nach Galway umsiedelte. Ob er die neunmonatige Belagerung der Stadt durch die Truppen Cromwells unter Charles Coote miterlebte, ist unbekannt.
In den 1680er Jahren war er in Castletown (Baile an Chaisleáin), nördlich von Lackan ansässig. 1665 hielt er sich in Dublin auf, teilweise im Haus von Sir James Ware in der Castle Street. Nach dem Tode von Ware im Frühjahr 1666 kehrte er nach Tireragh zurück.
1671 wurde er in einem Gasthaus in Doonflin (Dún Fhlainn), westlich von Skreen, durch Thomas Crofton, einem örtlichen Landbesitzer erstochen, die Gründe sind unklar.

## Werke

### Abschriften
Dubhaltach fertigte eine Reihe von Abschriften älterer Werke an, die entweder nur so überlebten oder die die am wenigsten verfälschten Versionen darstellen. Zu diesen Abschriften gehören:
- das Glossar Dúil Laithne (1643)
- Bretha Nemed Déidenach/Breatha Neimheadh Deidheanach, eine juristische Abhandlung
- Chronicon Scotorum[6], vielleicht im Auftrage des Historikers John Lynch[7]
- Seanchas Síl Ír (1645), eine mittelalterliche genealogische Abhandlung aus dem Buch von Dubhagain, auch als Buch von Uí Mhaine bekannt.

### Übersetzungen
Dubhaltach  übersetzte außerdem irische Texte in die englische Sprache. Darunter waren Texte aus dem Kloster der Klarissen in Galway (1647).
- für Sir James Ware übersetzte er die Annalen von Inisfallen und die Annalen von Tigernach.
- Annalen von  Lackan (1666)

### Historische Werke
1649–1650 verfasste Dubhaltach das Leabhar Genealach in Galway. Es beruht teilweise auf dem Großen Buch von Lecan (Lackan), das zwischen 1397 und 1418  entstand. Es behandelt die Abstammung und Geschichte irischer und normannischer Familien in Mayo und Sligo. 1653 fügte er dem Werk Details aus den Vitae irischer Heiliger hinzu.
Nollaig Ó Muraíle weist ihm in der irischen Geschichtsschreibung denselben Stellenwert wie den Annalen der vier Meister (Annála Ríoghdhachta Éireann) und dem Foras feasa ar Éirinn zu.
- Leabhar Genealach, Das Buch der Stammbäume / Genealogische Abhandlungen. 1650
- ein 1656 verfasstes Werk über irische Autoren ist verschollen.
- eine zweisprachige Genealogie der Berminghams, Barone von Athenry.

### Gedichte
- ein Preisgedicht auf Dermot O’Shaughnessy von Gort